# Närkes och Värmlands län
Närkes och Värmlands län var et län i Sverige, der fandtes i perioden 1634-1639 og igen 1654-1779. I 1779 blev länet delt op i Örebro län og Värmlands län.